# Césaire Phisalix
Pour les articles homonymes, voir Phisalix.
Césaire Phisalix, né à Mouthier-Haute-Pierre (actuelle région Bourgogne-Franche-Comté) le 8 octobre 1852 et mort à Paris le 15 mars 1906, est un herpétologue français qui mit au point un sérum contre les morsures de certaines vipères.

## Biographie
Ses parents sont vignerons à Mouthier-Haute-Pierre. Il va à l'école primaire de Lods et au petit séminaire d'Ornans puis au collège catholique de Besançon où il obtient les baccalauréats en lettres et en sciences. Il fait des études de médecine à Paris et soutient sa thèse de doctorat en 1877.
Il devient médecin militaire, exerçant au service de santé des salles militaires de l'hospice de Besançon, puis au Val-de-Grâce, où il suit les cours du futur prix Nobel de médecine Alphonse Laveran. En 1879, il est de retour en Franche-Comté au 4e régiment d'artillerie de Besançon. Il participe à la campagne de Tunisie en 1881 durant laquelle il tombe gravement malade et rentre à Besançon. Pendant sa convalescence à Roscoff, il travaille au laboratoire maritime.
Il est préparateur à la faculté des sciences de Besançon de 1884 à 1888 ; en 1885, il soutient sa thèse de doctorat ès sciences. En 1886, il est nommé professeur suppléant de zoologie médicale à l'école de médecine et de pharmacie. En 1888, il est chef des travaux de zoologie et botanique à la Faculté des sciences de Besançon. C'est dans cette université qu'il travailla pour le Professeur Klümpchen, brillant naturaliste bisontin, qui le recommandera pour le poste d'aide-préparateur au muséum national d'histoire naturelle de Paris. Il est ensuite promu assistant, puis professeur intérimaire à la chaire de pathologie comparée.
À partir de 1892, en suivant un protocole rigoureux sur des cobayes, il met au point le sérum contre le venin des serpents avec le biologiste Gabriel Bertrand.
Les deux chercheurs publient leurs études sur la sérothérapie antivenimeuse le 10 février 1894.
En 1895, à Besançon, il épouse Marie Phisalix, née Picot. Elle deviendra la spécialiste française des animaux venimeux et des venins.
Césaire Phisalix meurt le 16 mars 1906 à Paris. Il est inhumé dans son village natal à Mouthier-Haute-Pierre.

## Distinctions
- Officier de l'Instruction publique
- Chevalier de la Légion d'honneur

L'Académie des Sciences lui attribue le prix Monthyon (1894) et le prix Bréant (1898) pour l'ensemble de ses travaux sur les sérums antivenimeux.
En 1899, Césaire Phisalix est nommé Officier de l’Instruction publique.
En 1900, il est nommé chevalier de la Légion d'honneur.
Et en 1903, Officier de l’Ordre du Lion et Soleil de Perse en 1903.

## Publications
- Nouvelles expériences sur le venin de la Salamandre terrestre, 1889.
- Sur l'emploi et le mode d'action du chlorure de chaux contre la morsure des serpents venimeux (avec Gabriel Bertrand), 1895
- Variation de virulence du venin de vipère (avec Gabriel Bertrand), 1895.
- La tyrosine, vaccin chimique du venin de vipère, 1898.

## Postérité
- La commune de Mouthier-Haute-Pierre a édité deux timbres personnalisés à l'effigie de Marie et Césaire Phisalix[6].
- L'école de Mouthier-Haute-Pierre[7] et une rue de Besançon portent le nom des époux Phisalix.
- Jeu de piste immersif pour découvrir le village, sur les traces du couple Phisalix : "Serum PhisalX".